# 僕散師恭
仆散师恭（？—1161年），本名忽土。金朝将领。上京（今黑龙江省哈尔滨市阿城区）老海达葛人。
金熙宗时仆散忽土为宿卫十人长。皇统九年（1149年）十二月初九日，在值宿日，跟随海陵王完颜亮与徒单阿里出虎于寝殿刺杀熙宗，拥立完颜亮。他担任左副点检，赐铁券。转任都点检，改名师恭。仆散师恭做为杀死金熙宗拥立完颜亮为帝的重要成员，是海陵王一朝的重臣。迁会宁牧，拜太子少师、工部尚书，封王。贞元元年（1153年），为枢密副使，进枢密使。贞元三年（1155年），为右丞相兼中书令。正隆元年（1156年）拜太尉，复为枢密使。正隆六年（1161年），仆散师恭率军伐西夏。之后奉命镇压契丹撒八起义，辞别徒单太后，徒单太后与师恭抱怨完颜亮向南迁都、南征南宋，导致北方契丹叛乱。高福娘极力夸张地把仆散师恭与太后的谈话报给了完颜亮，说太后如何对皇帝不满，仆散师恭又怎样同意太后的意见等等。于是完颜亮更加痛恨太后与仆散师恭，杀害了太后。召回仆散师恭，将他诛杀。

## 延伸阅读
[在维基数据编辑]
 《金史·卷132》，出自脱脱《遼史》